# HD 88218
HD 88218 är en dubbelstjärna belägen i den mellersta delen av stjärnbilden Luftpumpen. Den har en kombinerad skenbar magnitud av ca 6,16 och är mycket svagt synlig för blotta ögat där ljusföroreningar ej förekommer. Baserat på parallaxmätning inom Hipparcosuppdraget på ca 31,6 mas, beräknas den befinna sig på ett avstånd på ca 103 ljusår (ca 32 parsek) från solen. Den rör sig bort från solen med en heliocentrisk radialhastighet på ca 37 km/s.

## Egenskaper
Primärstjärnan HD 88218 A är en gul till vit stjärna i huvudserien av spektralklass G0 V. Den har en massa som är ca 1,3 solmassor, en radie som är ca 1,7 solradier och har ca 3 gånger solens utstrålning av energi från dess fotosfär vid en effektiv temperatur av ca 5 900 K.
Stjärnparet i HD 88218 kretsar kring varandra med en omloppsperiod av ca 86 år. Följeslagaren har en massa av ca 0,7 solmassa.